# Bambuco
Bambuco (auch: el bambuco) ist eine Musikrichtung, die aus dem andinen Kolumbien stammt.
Taktmäßig ist der Bambuco ähnlich dem europäischen Walzer oder der Polska (nicht  Polka). Er hat entweder 6/8- oder 3/4-Takt. Er wird meist im Duett gesungen und mit Gitarre(n) und Tiple begleitet.
Typischerweise wird Bambuco auch begleitend getanzt, sodass Bambuco auch der Name des Tanzes ist.
Die Musikrichtung enthält Elemente der  afrikanischen, spanischen und indigenen Musik der kolumbianischen Andenvölker.

## Bedeutende Bambuco-Musiker

### Komponisten
- Rosa Delia Barrera de Barrera
- Pedro Cardona
- Dario Garzon
- Rafael Godoy (* 1907 in Natagaima; † 14. März 1973 in Caracas, Venezuela)
- Luis Carlos González Mejía (* 26. September 1908; † 1985 in Pereira)
- Jose Macias (* 22. Dezember 1912 in Filadelfia (Kolumbien); † 28. September 2003 in Cali)
- César A. Mejía Anicharico
- Gentil Montaña, (* 1926 in Ibagué, † 27. August 2011)
- José Alejandro Morales (* 19. März 1913 in Socorro; † 22. September 1978 in Bogotá)
- Elias M. Soto (* 22. November 1858 in Cúcuta; † 11. Oktober 1944)
- Luis Uribe Bueno
- Jorge Veloza
- Jorge Villamil (* 6. Juni 1929; † 28. Februar 2010 in Bogotá)

### Sänger
- Carmen y Milva
- Garzon y Collazos
- Groupe De Remanseros
- Le Patuma
- Mejía y Valencia
- Renaceres
- Silva y Villalba
- Zabala y Barrera